# Бурбур (Іран)
Бурбур (перс. بوربور‎‎) — село в Ірані, входить до складу дехестану Баш-Калах у Центральному бахші шахрестану Урмія провінції Західний Азербайджан.